# Association sportive des bébés du crack
Association Sportive des Bébés du Crack est le cinquième épisode de la quinzième saison de la série télévisée d'animation américaine South Park et l'épisode 214e de la série globale. Il est sorti en première aux États-Unis sur la chaîne Comedy Central le 25 mai 2011.

## Synopsis
Après avoir vu un spot publicitaire avec Sarah McLachlan attirant l'attention sur le sort des bébés accros au crack, Kyle décide de se porter volontaire à l'hôpital. Il découvre que Cartman a monté une entreprise très lucrative dont le but est de filmer des bébés qui se battent pour un ballon de basket plein de crack. Kyle est d'abord choqué et horrifié, mais Cartman réussit à le convaincre que tout le monde y gagne et le persuade de travailler pour l'entreprise en tant que comptable ("Il nous faut un Juif pour la compta des paris"). Kyle tente à plusieurs reprises de se justifier devant Stan en lui expliquant que cela aide vraiment les bébés. Il va même lui montrer la vidéo sur YouTube qui a été vue plus de deux millions de fois. Stan l'accuse de ressembler à Cartman. L'entreprise se développe rapidement, et le groupe se prépare à conclure un accord avec EA Sports pour un jeu vidéo basé sur leur sport. Cartman cherche une façon d'exploiter les enfants à son profit tout en restant neutre. Pour cela, il rend visite à la direction des sports à l'Université du Colorado habillé en sudiste propriétaire d'esclaves. Il se réfère aux athlètes étudiants de l'Université comme à des esclaves, mais n'obtient pas de conseil sur la façon de traiter ses propres "esclaves". Kyle présente à Cartman un plan pour consacrer 30 % de leur argent à la construction d'un orphelinat pour les bébés. Cartman approuve en raison de la survaleur que cela va générer pour l'entreprise. Pendant ce temps, Clyde et Craig essayent d'entrer en contact avec le guitariste Slash. Cependant, ils découvrent que Slash est en réalité un personnage fictif inspiré d'une légende néerlandaise dénommée "Vunter Slaush". Cela explique pourquoi Slash semble être partout à la fois, jouant à un spectacle à Moscou puis dans le Colorado l'après-midi même. Une fois l'accord avec EA Sports signé, Peter Moore, le patron d'EA Sports, souligne que son entreprise possède maintenant les droits de l'Association Crack Baby Athletic (soi l'Association Sportive des Bébés du Crack en VF) et garde tous les revenus. Kyle est abasourdi, tandis que Cartman et Butters semblent indifférents tout en déplorant que Slash n'existe pas. À la fin de l'épisode, Kyle et Stan découvrent que l'orphelinat a été construit par miracle. Kyle est alors fou de joie. Ils trouvent à l'intérieur une guitare et un chapeau appartenant à Slash, qui prouveraient son existence.